# Амброзија (биљка)
Амброзија (лат. Ambrosia artemisiifolia) је род инвазивних корова, једна од најпознатијих и најопаснијих алергених биљака на свету. У народу је позната и под називима лимунџик, опаш, парложна трава, пеленаста амброзија, американка и фазануша. Амброзија је једногодишња биљка висине од 20 cm до 2 m. Корен је вретенаст, стабло је усправно, разгранато, са листовима јајоликог облика, посутим длачицама, јако изрезаним, са уским режњевима. Пресек стабла је четвртаст или округао. Стабљика је једноставна, у горњем делу граната, усправна са густо прилеглим длакама или вунастим длакама, тупо четвороугласта. Листови су најчешће наспрамни, са горње стране су тамнозелени, а са доње стране сивозелени. Главице су једнополне. Мушке главице су полулоптасте, са кратким дршкама, у густим терминалним класастим цвастима са брактејама. Женске главице се налазе испод мушких главица, у пазуху горњих листова. Цветови мушких главица су бледожути, има их 10-15 у главици. Поседују цевасту круницу и шиљате режњеве. Женски цветови су појединачни са зеленим плодником. Брактеје су у облику кљуна. Плод је затворен са очврслим инволукрумом. У природи је нико не једе због горког укуса. Цветови су скупљени у дуге гроздасте цвасти на врху стабала и грана, жућкасте боје. Ниче од средине априла, а цвета у касно лето и јесен, од средине јула до првих јесењих мразева.

## Штетност
Полен амброзије изазива алергију код 10% људи. Од свих поленских алергија полен амброзије је узрочник у 50—60% случајева. Код најосетљивијих особа 8-20 поленових зрна у 1 m3 ваздуха може да изазове јаке реакције, а само једна биљка амброзије производи 1-8 милијарди поленових зрна.
У полену амброзије је констатовано 52 једињења која су алергогена од којих су 6 посебно опасни. Алергијска реакција се првенствено јавља на горњим дисајним путевима. Отежано дисање и појачана секреција су основни облици алергије која може у неким ситуацијама прећи и у астматичне нападе. Дерматитиси изазвани амброзијом појављују се на изложеним деловима тела и могу постати хроничне. Најчешће се јављају код мушкараца. Све чешће се у свету бележе смртни случајеви изазвани претераном алергијском реакцијом на амброзију.
Амброзија не изазива само реакције код људи већ и код животиња.

## Историја
Амброзија није европска биљка. Донета је из Америке на неком од прекоокеанских бродова крајем 19. века и од тада се полако и незадрживо шири Европом. Тренутно је има више у Европи него у Америци. Једна биљка може произвести и више од милијарду зрна полена који се уз помоћ ветра могу распршити на површину од више квадратних километара. Зрно полена задржава клијавост и до 40 година. Амброзија првенствено настањује неуређено и запуштено земљиште. Најефикаснији начин уништавања је чупање из корена, али и неговање ниског растиња утиче на затирање. У случају већих површина примењује се и редовно кошење до 5 cm изнад земље, а само понекад и третман тоталним хербицидима. Ако се не коси ниско израста поново у року од 20 дана.

## Подаци у Србији
Амброзија је први пут у Србији примећена у Сремским Карловцима 1953. године. По подацима из 2006. године у Београду је појединих дана измерено и до 400 поленових зрна по m3, а према подацима ИНЕП у Београду има 700 изданака по m². Од 2006. године се посебно води рачуна и покренута је широка акција за надгледање површина и уклањање овог корова.
Иако је уништавање Амброзије регулисано градским одлукама, ефективне казне за неодговорне појединце и институције не постоје. Често је проблем утврђивање надлежности. Пример је двориште нове зграде Студентског културног центра Нови Сад, на адреси Владимира Перића Валтера 5, на месту некадашње мале мензе. Двориште је проходно за јавност а у суседству су Природно-математички факултет и Ђачко игралиште.